# Вольцоген, Эльза фон
Э́льза Лау́ра фон Вольцо́ген (нем. Elsa Laura von Wolzogen; 5 августа 1876, Дрезден — 25 апреля 1945, Адмонт, Лицен) — немецкая лютнистка и певица, исполнительница народных песен.

## Биография
Уроженка Дрездена, была дочерью Конрада Зееманна фон Мангерна и его супруги Катарины, урождённой Даберковой.
Эльза фон Вольцоген обучалась игре на лютне и пению у Аглаи Агрин, после чего начала выступать на концертах и работала преподавателем музыки. 
В январе 1902 года Эльза вышла замуж за барона Эрнста Фридриха фон Вольцогена, после замужества с которым её карьера стала развиваться успешнее. Эльза фон Вольцоген участвовала в концертах, в качестве певицы, аккомпанировала себе на лютне или на гитаре, исполняя народные песни на разных языках и диалектах. 
Эльза фон Вольцоген успешно гастролировала, посетив в рамках гастролей несколько стран, среди которых были США, Российская империя и Нидерланды, а также успешно выступала в венских театрах. 
Была автором нескольких музыкальных сборников песен.
Скончалась 25 апреля 1945 года в возрасте 68 лет.